# Barnstable County
Barnstable County er et county i den amerikanske delstat Massachusetts. Barnstable County ligger i de sydøstlige del af delstaten og grænser op til Plymouth County i nordvest og mod Dukes County i syd.
Barnstable Countys totale areal er 3.382 km² hvoraf 2.357 km² er vand. I 2000 havde Barnstable County 222 230 indbyggere. Det administrative centrum ligger i byen Barnstable.
41°41′56″N 70°18′07″V / 41.698997°N 70.301811°V